# 松田かほり
松田 かほり（まつだ かほり、本名非公開、1964年10月16日- ）は、日本の女優。東京都出身。

## 略歴
跡見学園高校卒業後、日本大学芸術学部演劇学科演技コースに入学、1987年3月に卒業。
在学中は、寺山修司の流れをひく劇団プア・ハウス、劇団キラークィーンなどの小劇場の芝居に出演している。
卒業後、演出家の蜷川幸雄が主宰する、いわば蜷川の私塾と位置づけられる「ニナガワスタジオ」に所属し、スタジオ公演に出演する一方、近松心中物語など蜷川の演出する商業演劇にも出演する。ニナガワスタジオ改めニナガワカンパニーは2000年に退団。
この後、アクターズエージェンシーに所属するが同社は2007年に破綻。

## 芸歴
松田かほりは、蜷川の舞台に加え、カムカムミニキーナ、劇団扉座、TDC（シアタードリームズ・カンパニー、麻丘めぐみ主宰の演劇ユニット）、まつだおかだ（岡田由記子との二人の演劇ユニット)、大森そして故林（東京ヴォードヴィルショーの大森ヒロシと故林広志のプロデュースユニット）、おしばぁいおりん（ヴァイオリニスト西谷国登のユニット）などの舞台に出演している。

### 舞台
- 「虹のバクテリア」(1987年　ベニサン・ピット　蜷川幸雄)
- 「仮名手本忠臣蔵」(1988年　新神戸オリエンタル劇場　蜷川幸雄)
- 「近松心中物語」(1989年　ベルギー；英国 蜷川幸雄)
- 「天国から北へ3キロ」(1991年　青山円形劇場　高橋いさを)
- 「1992・待つ」(1992年　ベニサン・ピット　蜷川幸雄)
- 「春」(1993年　池袋芸術劇場　蜷川幸雄）
- 「BONTAN-DOUROU袋谷温泉幽霊譚」(1994年　スペース・ゼロ　加納幸和)
- 「近松心中物語」(1995年　リリアホール 蜷川幸雄)
- 「マクベス」(1996年　銀座セゾン劇場　TPT)
- 「鈴木の大地」(1997年　シアター・グリーン　カムカムミニキーナ)
- 「カレー屋の女」(1998年　シアタートラム　流山寺事務所)
- 「いぶし銀河」(1999年　中野ザ・ポケット　カムカムミニキーナ)
- 「鏡花幻想」(2000年　帝国劇場　江守徹)
- 「サイエンス・ジャンボ・ヨーグルト」(2001年　紀伊国屋ホール　カムカムミニキーナ)
- 「東京ウェポン」(2002年　花園神社　椿組)
- 「孤独なパイロット」(2003年　シアターアプル　カムカムミニキーナ)
- 「ナイル殺人事件 (1978年の映画)」(2004年　ル・テアトル銀座　山田和也)
- 「300g」(2005年　中目黒ウッディシアター TDC)
- 「ご長寿ねばねばランド」(2006年　紀伊国屋ホール　劇団扉座)
- 「軍団」(2007年　シアターアプル　カムカムミニキーナ)
- 「シンデレラ」(2008年　中野あくとれ　まつだおかだ)
- 「更地」シリーズ　(2009年- 出演最新作「更地8」は下北沢シアター711 大森そして故林)
- 「楽屋」(2010年　ザ・キッチンNAKANO 石丸さち子)
- 「おしばぁいおりん」(2011年- 梅ヶ丘CafeTakefive おしばぁいおりん)
- 「春待つ町」(2012年　Gフォーススタジオ　後藤宏行)
- 「小町の千年情話」(2013年　阿佐ヶ谷アートスペースプロット　星恵)

### テレビ
- 「パパはニュースキャスター」(1987年1-3月放映 TBS）
- 「世にも奇妙な物語」(1992年7月9日放映 CX)
- 「法医学教室の事件ファイル」(土曜ワイド劇場に移行後の第2作、1995年4月22日放映 ANB)
- 「レッツ・ゴー!永田町」（2001年10-12月放映 NTV）
- 「サイコドクター」(2002年10月23日放映 NTV)
- 「黒い報告書 第四の報告書　見つめる女」(2012年12月8日放映 BSジャパン) ‐ 野中玲子

### 映画
- 「プリンの味」(2012年 畑中大輔 ndjc 2012)

### CM
- 「アリコ」
- 「アール・エフ・ラジオ日本」